# Govern dels cent dies

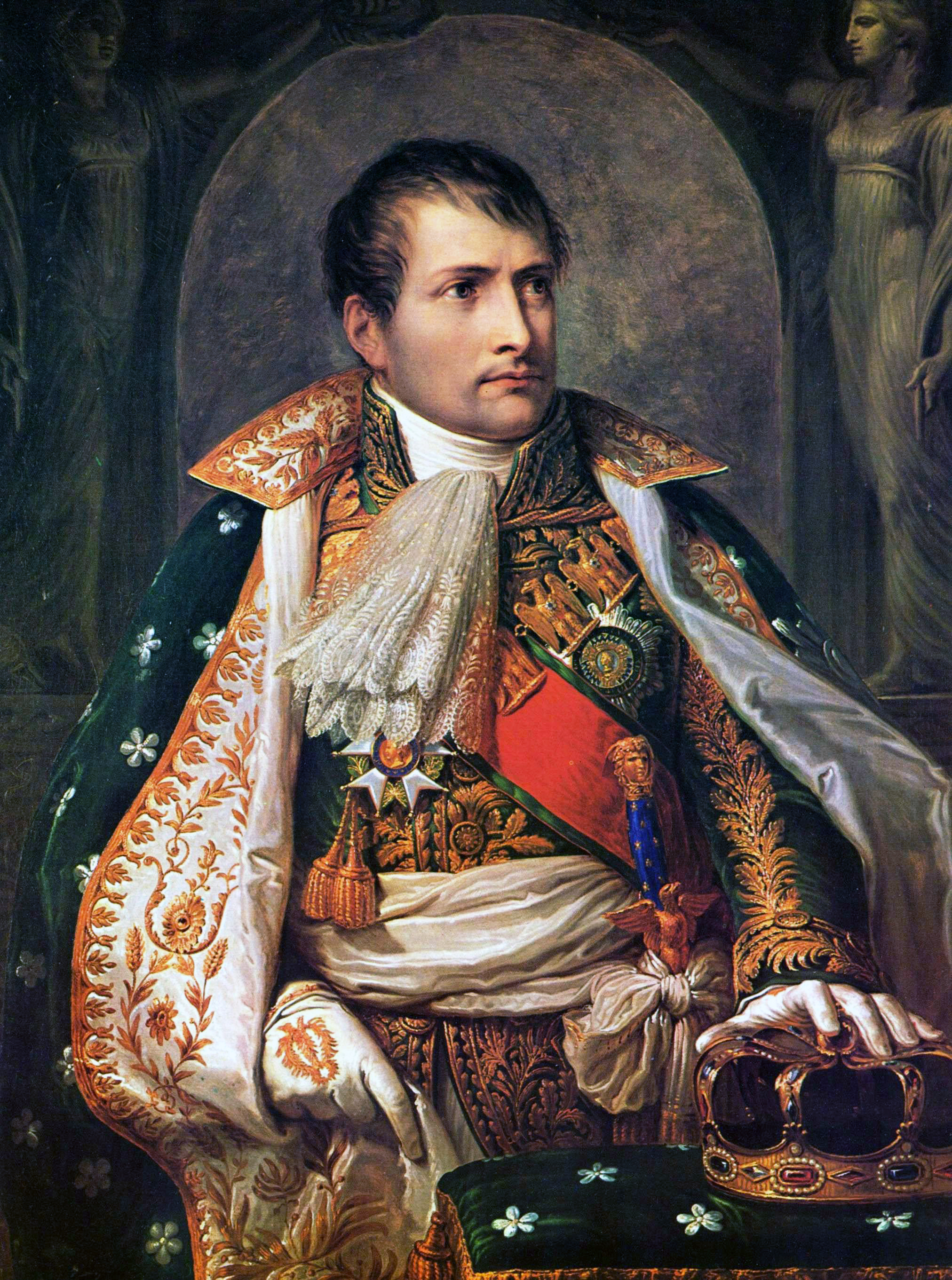
Napoleó, per Andrea Appiani (1805)

Els Cent Dies de Napoleó va ser un breu episodi del govern de França protagonitzat per l'emperador Napoleó I quan tornà de l'exili que li va ser imposat a l'illa d'Elba pel Tractat de Fontainebleau (1814) tot i mantenir el títol d'Emperador. El període va entre el 20 de març de 1815 quan va entrar a París i la restauració de Lluís XVIII el 8 de juliol de 1815, és a dir en realitat 110 dies. Aquest període va veure la Guerra de la Setena Coalició, i inclou la Campanya de Waterloo, la Guerra Napolitana així com diverses altres campanyes menors. La frase les Cent Jours (els cent dies) va ser utilitzada per primera vegada pel prefecte de París, Gaspard, comte de Chabrol, en el seu discurs de benvinguda. el rei va tornar a París el 8 de juliol.
Napoleó va tornar mentre el Congrés de Viena estava reunit. El 13 març, set dies abans que Napoleó arribés a París, els poders al Congrés de Viena el van declarar fora de la llei, i el 25 març Àustria, Prússia, Rússia i el Regne Unit, les quatre grans potències i membres clau de la Setena Coalició, es van comprometre a posar 150.000 homes cadascun al camp per acabar amb el seu govern. Això va establir l'escenari per a l'últim conflicte de les Guerres Napoleòniques, la derrota de Napoleó a la batalla de Waterloo, la segona restauració del regne francès, i l'exili permanent de Napoleó a la llunyana illa de Santa Helena, on va morir el maig de 1821.

## Antecedents

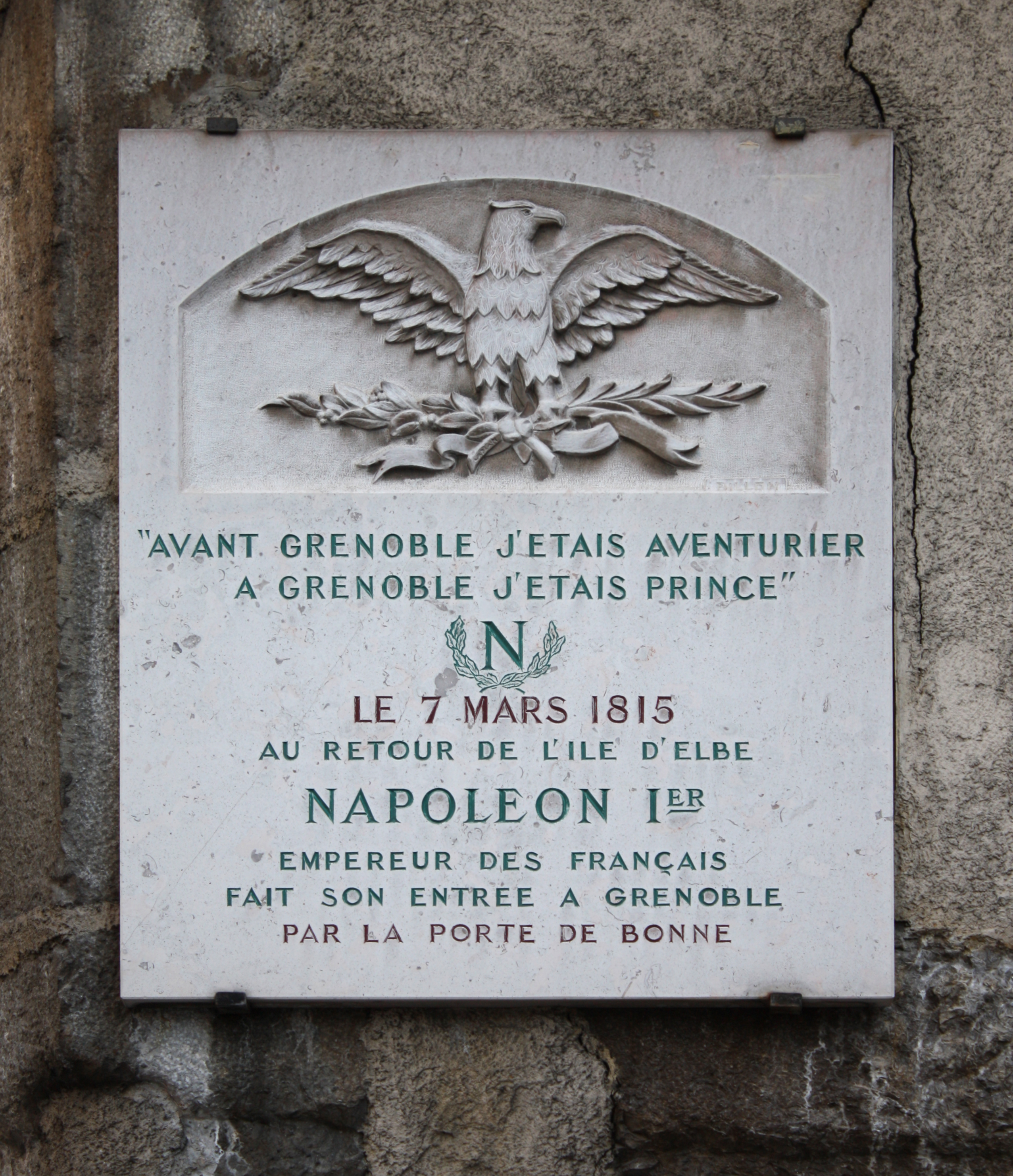
Grenoble, placa de la ruta de Napoleó.

El 31 de març de 1814, París és ocupada per les tropes aliades de la sisena Coalició, i l'11 d'abril Napoleó Bonaparte és exiliat a l'illa d'Elba pel Tractat de Fontainebleau (1814). Lluís XVIII va poder aconseguir el tron poc després pel Tractat de París amb el suport de l'antic ministre d'afers exteriors de Napoleó Talleyrand, el qual, però, va obligar-lo a establir una constitució escrita, dita la Carta Atorgada, on garantís l'existència d'un parlament bicameral amb una cambra alta en part hereditària i en part nomenada pel rei (Cambra dels Pars), creada segons el model de la Cambra dels Lords britànica, i una cambra baixa dita Cambra de Diputats, elegida mitjançant un sufragi censatari. També va permetre una llibertat d'expressió més gran que la que havia permès Napoleó.
Tanmateix, els esforços de Lluís XVIII per a revertir els resultats de la Revolució Francesa el van fer impopular, sobretot després que el seu favorit, el reialista intransigent Pierre Louis Jean Casimir de Blacas, assolís una posició dominant al Consell Reial, esdevenint una mena de primer ministre; Blacas era rebutjat per la seva política d'afavorir persones lligades a l'Antic Règim. El govern francès, partidari de la monarquia, ràpidament va anul·lar la promesa que li havien fet a Napoleó de pagar-li una pensió i circulaven rumors sobre que deportarien Napoleó a Santa Helena o les Açores. Napoleó I, aleshores, decideix de tornar al continent per tornar a agafar el poder.
El 12 de febrer de 1815 Fleury de Chaboulon, va desembarcar a Portoferraio i va presentar a Napoleó un estat alarmant del país, a punt d’explotar. L'emperador se sent preparat, amb la intenció de repetir la seva precipitada sortida d'Egipte el 1799, quan, eludint la vigilància anglesa, va desembarcar a Fréjus i va arribar a París per executar el Cop d'estat del 18 de brumari.

## Ruta de Napoleó
- 1 de març de 1815: Napoleó i un miler de soldats, la majoria del regiment de granaders de la Vieille Garde i un esquadró de s polonesos exiliats amb ell, desembarquen a la platja de Golfe-Juan (Valàuria)[9] i arriben, a última hora, a la població de Canes. Aquest episodi també es coneix com: la invasió d'un país per un sol home. Es dirigí pujant pels Alps fins a Grenoble evitant la vall del Roine, un coll d’ampolla considerat massa reialista.

- 2 de març: Prenen la ruta de la ciutat de Grassa per arribar pels Alps a la vall de Durance i arriben a Saint-Vallier-de-Thiey, Escragnolles, i Séranon.
- 3 de març: Després de reposar una nit van a Castellane; al migdia arriben a Barrême.
- 4 de març: Napoleó troba a Digne la carretera transitable i fa una etapa al castell de Malijai.
- 5 de març: Sisteron no està protegida i Napoleó hi esmorza, a la tarda arriben a Gap on la gent el rep entusiasmada.
- 6 de març: Passa la nit a Còrps.
- 7 de març: Arriba a la Mure i entra a Grenoble al crit de «Visca l'Emperador».

L'exèrcit enviat per Lluís XVIII de França per a detenir-lo l'acull, en canvi, com un heroi. El mariscal Michel Ney, que havia jurat a Lluís XVIII de portar-li Napoleó dins una caixa de ferro, quan es troba amb ell a Auxerre s'inclina davant Napoleó (cosa que li valdrà ser executat per traïció en la Segona Restauració). A tot arreu, camperols i obrers, també burgesos, aplaudeixen i els regiments es manifesten.
La nit del 19 de març Lluís XVIII fuig per exiliar-se a cap a Beauvais amb la seva cort, la seva casa militar i els seus ministres escortat pel duc de Berry i el mariscal Marmont sense que Napoleó, de moment, se n'assabentés. Napoleó arriba a París i va tornar al palau de les Tuileries, en un episodi conegut com el «Vol de l'Aigle» (vol de l'àguila), inspirat en unes poètiques paraules de Napoleó sobre el vol d'una àguila fins a la catedral de Notre-Dame de París. Els intents de restaurar la monarquia tradicional francesa en el període dels cent dies van resultar infructuosos.

## Situació interior i exterior
El Duc d'Angulema va reclutar una petita força armada però a Valence aquesta es va desfer enfront de les tropes comandades per Emmanuel de Grouchy, que el capturà, i el 9 d'abril signaren un conveni rebent el perdó de l'emperador.
Els monàrquics de Vendée que es van rebel·lar van ser un problema greu, però França, en general, accepta la tornada de Napoleó però hi va haver alguns aldarulls al departament de la Vendéé i al d'Aveyron, per exemple. Napoleó tracta de mantenir la coalició que tenia abans del seu primer exili, ja que les forces coaliades sumades eren superiors a la dels seus contraris.
El dia 13 de març de 1815, sis dies abans de l'arribada de Napoleó a París les potències del Congrés de Viena el declararen fora de la llei. Quatre dies més tard, el Regne Unit, Rússia, Àustria i Prússia es varen comprometre a aportar 150.000 homes al combat per acabar amb ell.

## Política
L'emperador es trobava pressionat per tots els fronts davant la necessitat de presentar-se com un sobirà nacional. En el seu camí cap a París Napoleó havia fet moltes promeses de reforma i d'un govern constitucional i el temps s'acabava perquè a Viena, les potències van renovar el pacte de Chaumont del 8 de març de 1814, que els comprometia a reprendre la guerra. Si volia complir aquestes promeses primer havia d'acabar amb el temor que ell mateix provocava en les grans potències del moment.
A França bufa un vent revolucionari que evoca els temps marcials de la pàtria en perill d’extinció. Les idees jacobines tornen a estar en vigor, però la dificultat principal era la constitució. El 13 de març de 1815 un edicte de Napoleó a Lió va dissoldre les cambres parlamentàries ordenant la convocatòria d'una convenció massiva a nivell nacional, coneguda com «Camp de Maig», que va tenir lloc l'1 de juny de 1815, amb el propòsit de modificar la constitució de l'Imperi napoleònic, que va estar a càrrec de Benjamin Constant.
La resultant Acte additionel que suplia a les constitucions de l'Imperi concedia a França una cambra hereditària de Parells i una cambra de representants elegida pels «col·legis electorals» de l'Imperi, els quals comprenien a una centèsima part dels ciutadans de França. Com Chateaubriand va remarcar, en referència a la Carta Constitucional de Luis XVIII, la nova Constitució, la Benjamina, com era sobrenomenada aquesta, no era sinó una carta millorada. El seu estat incomplet disgustava als liberals; només garantia 1.532.527 vots en el plebiscit, menys de la meitat que en els plebiscits durant el Consolat. Tota la mostra d'entusiasme en el Camp de Maig no podia amagar el descontentament pel pobre compliment de les promeses fetes a Lió.
Posteriorment es van presentar noves ofenses, i Napoleó va advertir en el seu últim comunicat que no s'embranquessin en subtils discussions mentre l'enemic cridava a les portes. El 12 de juny Napoleó es dirigiria a la frontera nord. El seu esperit es va animar amb la perspectiva d'unir-se de nou amb el seu exèrcit.

## Reconstrucció de l'exèrcit
Al seu retorn, Napoleó va reorganitzar l'exèrcit per enfrontar-se als seus enemics, convocant tots els homes en excedència, tots els antics soldats i la lleva de 1814. Uns 200 batallons de la Guàrdia Nacional va donar una força de 120.000 homes. S'ordena l’organització de 6.000 artillers de la guàrdia costanera i la creació de 20 regiments d'infanteria de marina. La cavalleria es reforça amb 12.000 cavalls presos i pagats en efectiu a la gendarmeria. En deu setmanes, Napoleó va reunir 290.000 tropes actives i 220.000 tropes auxiliars.
Tot i les pèrdues dels anys anteriors es disposava 150.000 rifles nous i 300.000 per a recanvis o per a reparació, i un gran nombre de tallers d'armes, establerts a París, subministraven 1.500 rifles al dia i, abans de l'1 de juliol, havien de lliurar de 3.000 a 4.000. Totes les fàbriques d'armes de l'Imperi havien duplicat les seves produccions. L'exèrcit estava generalment mal vestit.

## Caiguda de l'Emperador

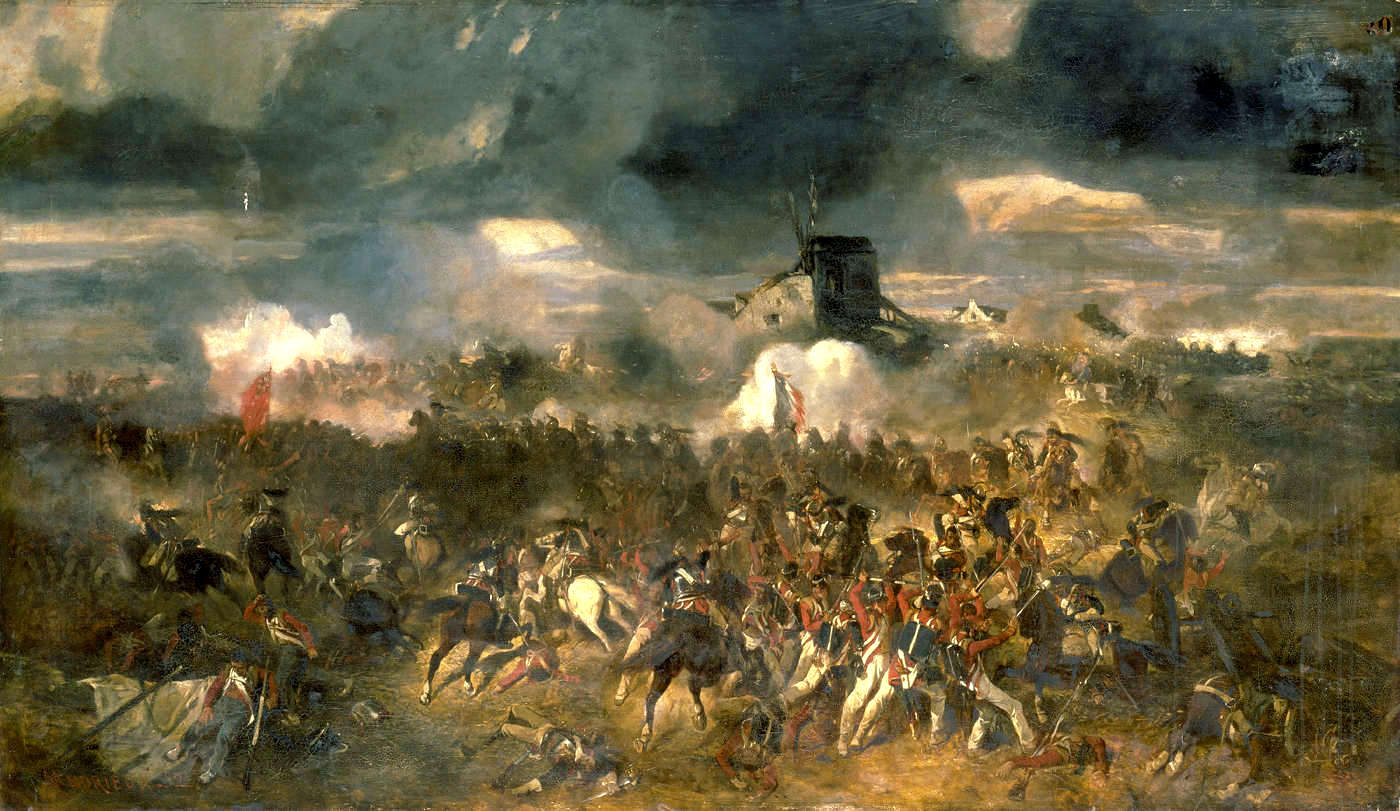
La batalla de Waterloo, per Clément-Auguste Andrieux (1852)

Establert a la capital, els veterans de les anteriors campanyes van acudir a la seua crida, començant novament l'enfrontament contra els aliats. El resultat va ser la campanya de Bèlgica, que va concloure amb la derrota a la batalla de Waterloo el 18 de juny de 1815.
Després de la derrota a Waterloo, Napoleó arribà a París pensant encara a resistir però l'ambient en les cambres i en l'opinió pública ho impedí i Napoleó no va dissoldre les cambres parlamentàries ni va declarar la dictadura. El 22 de juny Napoleó abdicava en favor del seu fill Napoleó II (el conegut com Rei de Roma i que mai va arribar a regnar), qui es trobava a Àustria. El 25 de juny va rebre de Fouché, el president del recent govern provisional, la insinuació d'abandonar París. Napoleó aleshores es va retirar a Malmaison, l'antiga casa de Josephine, quan els prussians s'hi acostaren marxà a Rochefort, des d'on esperava marxar als Estats Units. El 3 de juliol, París es va rendir als exèrcits de la coalició. Lluís XVIII va tornar a la seva capital per segona vegada, cinc dies després, i l'emperador no va arribar a Amèrica, ja que va ser capturat i enviat a l'exili de l'illa Santa Helena, on hi passà la resta de la seva vida.

## El terror blanc
Després del retorn del rei Lluís XVIII al poder després dels Cent Dies, els simpatitzants de la Revolució Francesa, els republicans, els bonapartistes i, en menor mesura, els protestants, van patir la persecució, i diversos centenars van morir per multituds enutjades o van ser executats després d'un judici ràpid en consells de guerra. Els ultra-reialistes, molts dels quals acabaven de tornar de l'exili, estaven organitzant una contrarevolució contra la revolució francesa i també contra la revolució de Napoleó, i a tot el Migdia (a Provença, Avinyó, Llenguadoc i molts altres llocs), el Terror Blanc va fer furor amb una ferocitat implacable. Els reialistes van trobar en la voluntat dels francesos de desertar del rei una nova prova de la seva teoria que la nació estava brescada de traïdors i van utilitzar tots els mitjans per buscar i destruir els seus enemics. El govern era impotent o no estava disposat a intervenir.